# Édouard Branly
Édouard Eugène Désiré Branly (Amiens, 23 ottobre 1844 – Parigi, 24 marzo 1940) è stato un fisico francese.
Nel 1890 Perfeziona il Coesore (in inglese coherer) un dispositivo che ha reso possibile la ricezione dei segnali di radiotelegrafia e che fu ideato da Temistocle Calzecchi Onesti.